# 蒙泰 (北部省)
蒙泰（法語：Montay，法語發音：[mɔ̃tɛ]）是法国上法蘭西大區北部省的一个市镇，属于康布雷区。

## 地理
蒙泰（50°7'8"N, 3°32'26"E）面积5.51 平方千米，位于法国上法蘭西大區北部省，该省份为法国最北部的省份及最长的省份，西北濒北海，西接加来海峡省，南至埃纳省和索姆省，东与比利时接壤。
与蒙泰接壤的市镇（或旧市镇、城区）包括：福雷昂康布雷西、勒卡托康布雷西、讷维利。

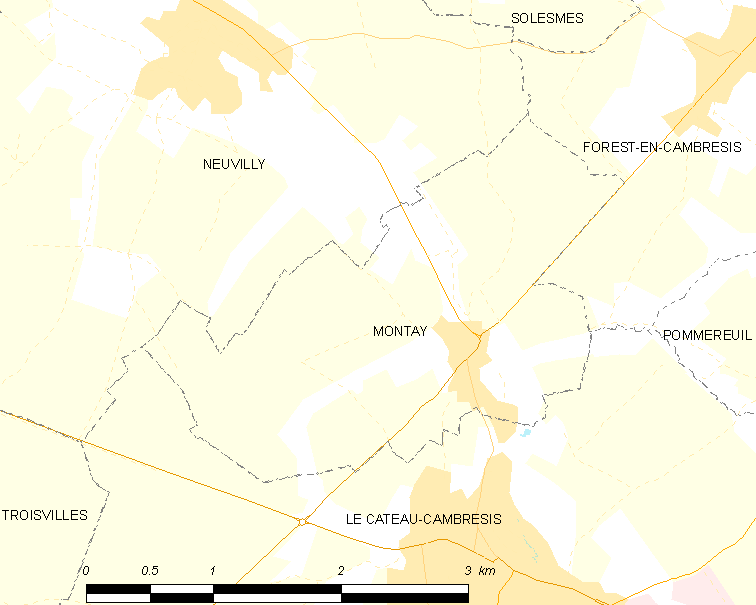
的OSM定位图

蒙泰的时区为UTC+01:00、UTC+02:00（夏令时）。

## 行政
蒙泰的邮政编码为59360，INSEE市镇编码为59412。

## 政治
蒙泰所属的省级选区为勒卡托康布雷西县。

## 人口

1962-2008年间人口变化图示

蒙泰于2022年1月1日时的人口数量为275人。